# Беглеријево
Беглеријево (грч. Ξηρόλακκος, Ксиролакос) је насељено место у општини Пеонија у периферији Средишња Македонија, Грчка. Према попису из 2021. године био је 41 становник.
Према бугарском географу и историчару, Василу Канчову, у Беглеријеву је 1900. године живело 125 Словена хришћана. Село је током Другог балканског рата запалила грчка војска а његово становништво је избегло (11 породица у Струмицу и околину, 19 породица у Бугарску). После Првог светског рата сеоско земљиште су откупиле велепоседничке породице Бога, Зута, Брова и друге. На попису из 1928. године Беглеријево је имало 101 становника.